# Amperestunde
Die Amperestunde (Ah) ist eine Maßeinheit für die elektrische Ladung. Sie gehört zwar nicht zum Internationalen Einheitensystem (SI), ist jedoch zum Gebrauch mit ihm zugelassen, wodurch sie eine gesetzliche Einheit ist.
Insbesondere bei Batterien und Akkumulatoren ist die Angabe der Nennkapazität in Milliamperestunden (mAh) üblich, der Vorsatz für Maßeinheiten Milli steht für ein Tausendstel.

## Definition
Eine Amperestunde ist die Ladungsmenge, die innerhalb einer Stunde durch einen Leiter fließt, wenn der elektrische Strom konstant 1 A (Ampere) beträgt. Sie wird häufig genutzt, um die zur Verfügung stehende Ladung von Batterien oder Akkumulatoren anzugeben.
Die Amperestunde und die Milliamperestunde sind Vielfache der Amperesekunde, welche der SI-Einheit Coulomb entspricht (1 C = 1 As):
{\displaystyle \mathrm {1\,Ah=3600\;As=3600\;C} }
{\displaystyle \mathrm {1\,mAh=3,6\;As=3,6\;C} }

## Anwendung bei Akkumulatoren
Das Ladungsspeichervermögen von Akkumulatoren in Amperestunden wird oft als deren Kapazität bezeichnet. Es hat jedoch weder etwas mit der elektrischen Kapazität (in Farad) noch mit der Leistungskapazität (in Watt) zu tun; mit dem Energiespeichervermögen (in kWh) hat es nur indirekt etwas zu tun (s. u.). Daher sollte man eher von Ladungsträgerkapazität oder Nennladung sprechen.
Erst das Produkt der Nennladung (in Ah) mit der Klemmenspannung bzw. Nennspannung (in Volt) ergibt das Energiespeichervermögen eines Akkumulators in Wattstunden (Wh). Beispiele: eine Amperestunde bedeutet
- bei einer 12-Volt-Autobatterie 12 Wattstunden, also 12 Watt, die eine Stunde lang abgerufen werden können
- bei einem 3,8-Volt-Smartphone-Akku nur 3,8 Wh
- bei einem 1,2-Volt-AA-Akku nur 1,2 Wh.

Die Nennladung alleine ist also kein direktes Maß der Energiemenge wie Joule (J), Wattsekunde (Ws) oder Kilowattstunde (kWh). Sie kann aber bei gegebenem Entladestrom {\displaystyle I} (in Ampere A) zur Einschätzung der Laufzeit {\displaystyle t} des elektrischen Verbrauchers (in Stunden h) dienen:
{\displaystyle t={\frac {Q}{I}}}
mit der Nennladung {\displaystyle Q} (in Ah).
Jedoch können die tatsächlichen maximalen Werte durch weitere Faktoren wie Alter, Zustand des Akkumulators oder Umgebungstemperatur von den Herstellerangaben abweichen, siehe auch Peukert-Gleichung.